# 1931年の航空
< 1931年
1930年の航空 - 1931年の航空 - 1932年の航空

## 航空に関する出来事
- 1931年-オーストラリア生まれのパイロット、バート・ヒンクラーがデハビランド プスモスでカナダを出発し、ニューヨーク、ジャマイカ、ヴェネズエラ、ガイアナ、ブラジルを経て、アフリカまでの南大西洋単独無着陸横断飛行を行ない、アフリカからロンドンに戻った。

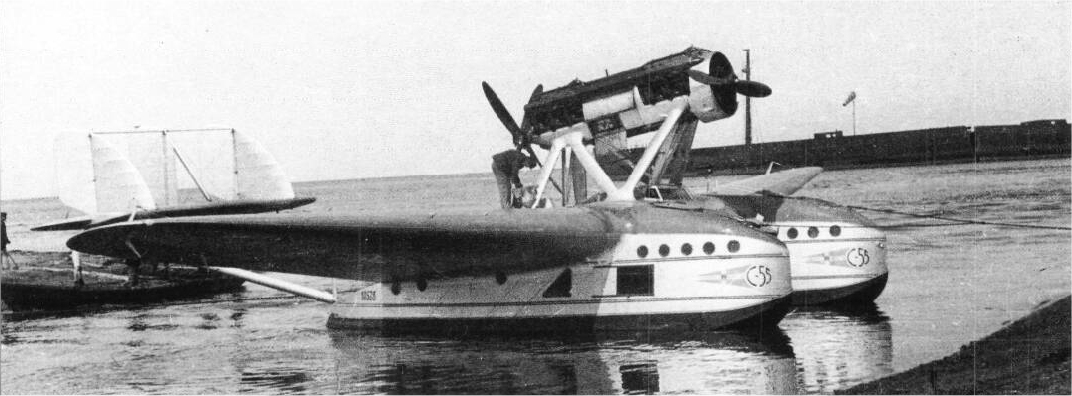
Savoia-Marchetti S.55P

- 1月15日 - イタリアの空軍大臣、イタロ・バルボが1930年12月17日から1931年1月15日かけて12機のサボイア・マルケッティ飛行艇を率いてイタリアからリオデジャネイロまでの飛行を行った。
- 3月14日〜17日 - 日本海軍の半硬式飛行船、第八飛行船が長時間滞空飛行を実施し、60時間1分の滞空を終えて着陸した。これは当時の半硬式飛行船滞空の世界記録であった。
- 3月28日 - United Aircraft and Transport Corp. (UATC)がユナイテッド航空に改組された。
- 4月1日 - 東京航空輸送社がエア・ガールを定期水上旅客機に搭乗させた。最初のエア・ガールは、本山英子、和田正子、工藤雪江。
- 5月 - 東京帝国大学航空研究所が開所された。
- 5月27日 - スイス人のオーギュスト・ピカール教授と助手のキプファーが、成層圏用気球で高度15,781 mに到達。アウクスブルクから離陸し、オーストリアの氷河に着陸した。
- 5月29日〜8月31日 - 日本学生航空連盟の法政大学学生、栗村盛孝と教官の熊川良太郎の搭乗する石川島R3型機「青年日本号」が、シベリア経由の東京－ローマ訪欧飛行を行う。5月29日に羽田を出発し、一旦はモスクワ付近で不時着するものの、エンジン換装などのメンテナスを行い再び離陸。ハルビン、モスクワ、ベルリン、ブリュッセル、ロンドン、パリ、マルセイユを経由して8月31日にローマに到着した。飛行総日数21日、飛行距離13,671km、所要日数95日の飛行であった。
- 6月22日 - 日本航空輸送旅客機が福岡県山中に墜落し3名死亡（日本の最初の旅客機事故）
- 6月23日〜7月1日 - ウィリー・ポストとハロルド・ガティーが、ロッキードのウィニー・モー号で世界一周速度記録を達成。8日と15時間51分で約24,900 kmを飛んだ。
- 8月 - アメリカ陸軍航空隊の単葉爆撃機ダグラス Y1B-7が発注された。
- 8月23日 -　チャールズ・リンドバーグと妻のアン・モローが搭乗したロッキード・シリウス水上機が太平洋北回りの路線の調査飛行で北海道の釧路に到着した。8月26日に霞ヶ浦に到着し、日本各地を経由して9月20日に離日、南京・漢口に向かった。
- 8月25日 - 羽田飛行場（後の東京国際空港）開港
- 8月29日 - ドイツの女性パイロット、マルガ・フォン・エッツドルフが、ベルリンから東京への単独飛行を行った。

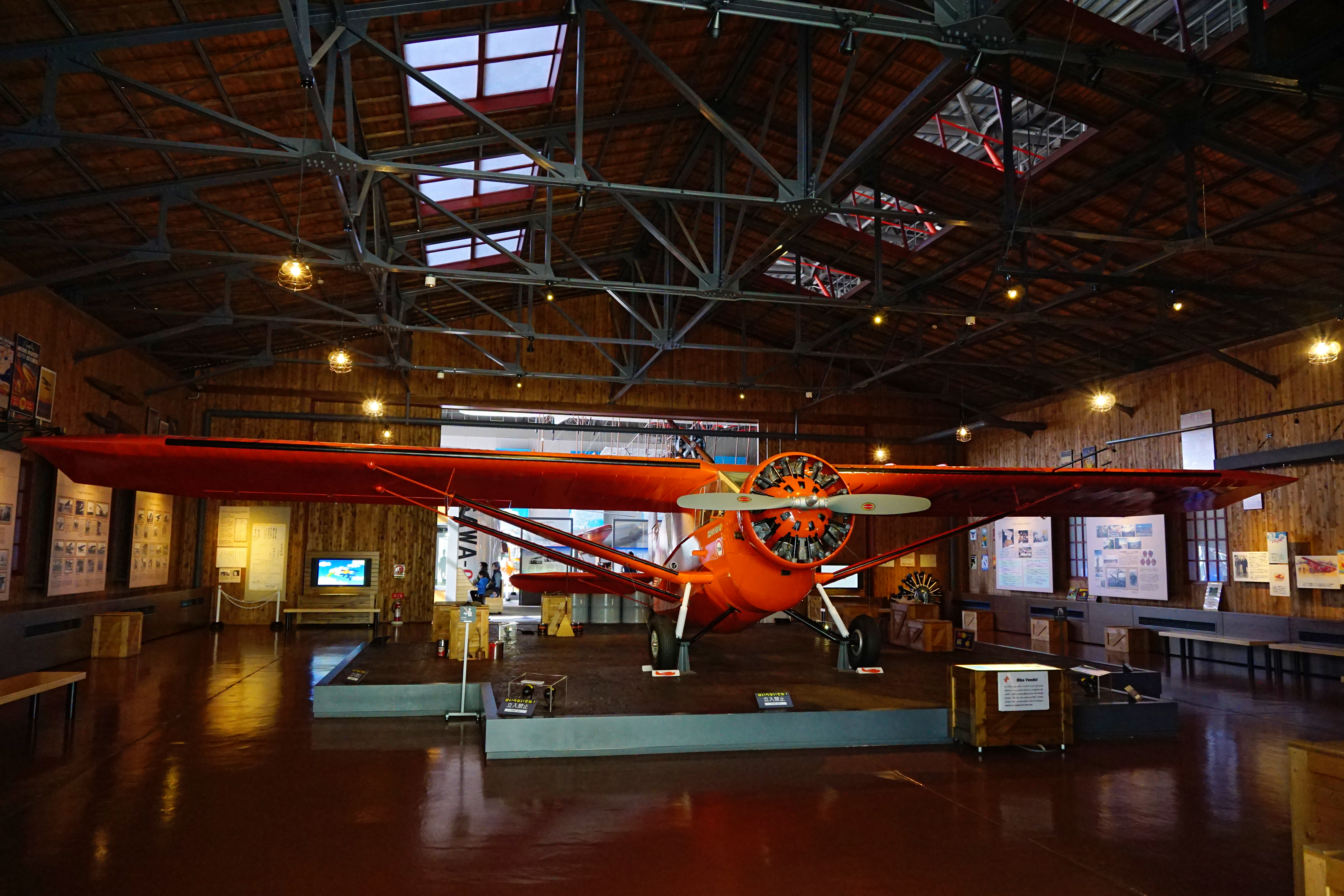
ミス・ビードル号

- 9月12日 - パリから東京までの飛行に挑戦したドボワチーヌ D.33が、ウラル山中で機体は墜落しジョセフ・ルブリが死亡した。
- 9月13日 - 英国がシュナイダー・トロフィー・レースに完勝する。ジョン・ボースマンが、スーパーマリン S6Bで547.297 km/hを記録。
- 10月4日 - ヒュー・ハーンドン、クライド・パングボーン、ベランカ機、ミス・ビードル号で青森県淋代海岸から米国ウェナッチまでの太平洋横断飛行に成功。
- 10月19日 - 高高度飛行の実験のために与圧室を装備した実験機、ユンカース Ju 49が初飛行した。
- 10月27日 - アメリカ海軍の飛行船、アクロンが運用を開始する。
- 12月5日 - ローウェル・ベイルスの操縦で、地上機の速度記録に挑戦したジービー モデルZが、墜落し、操縦していたベイルスは死亡した。

## 1931年に初飛行した機体の画像

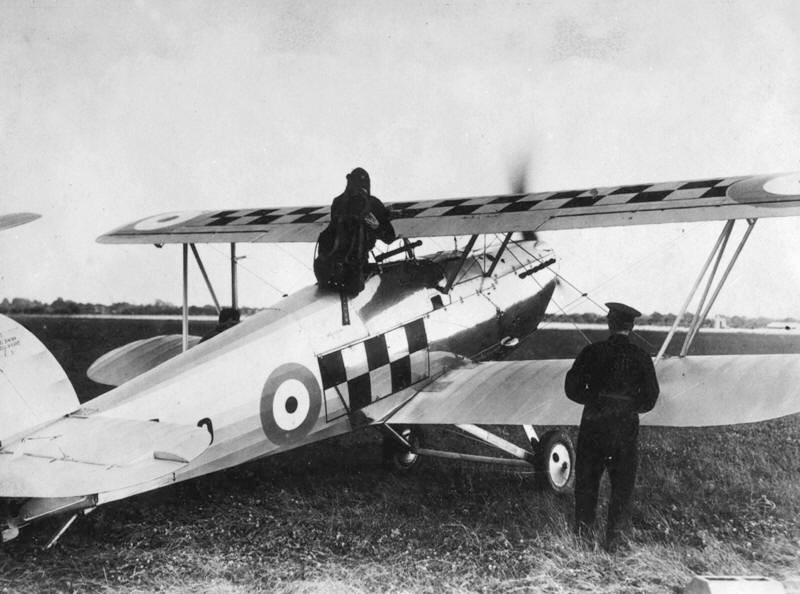
ホーカー フューリー （3月25日）
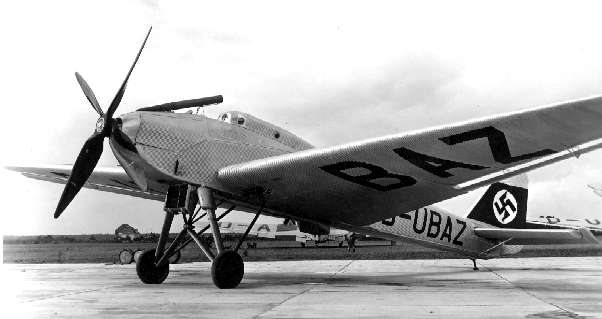
ユンカース Ju 49 （10月2日）
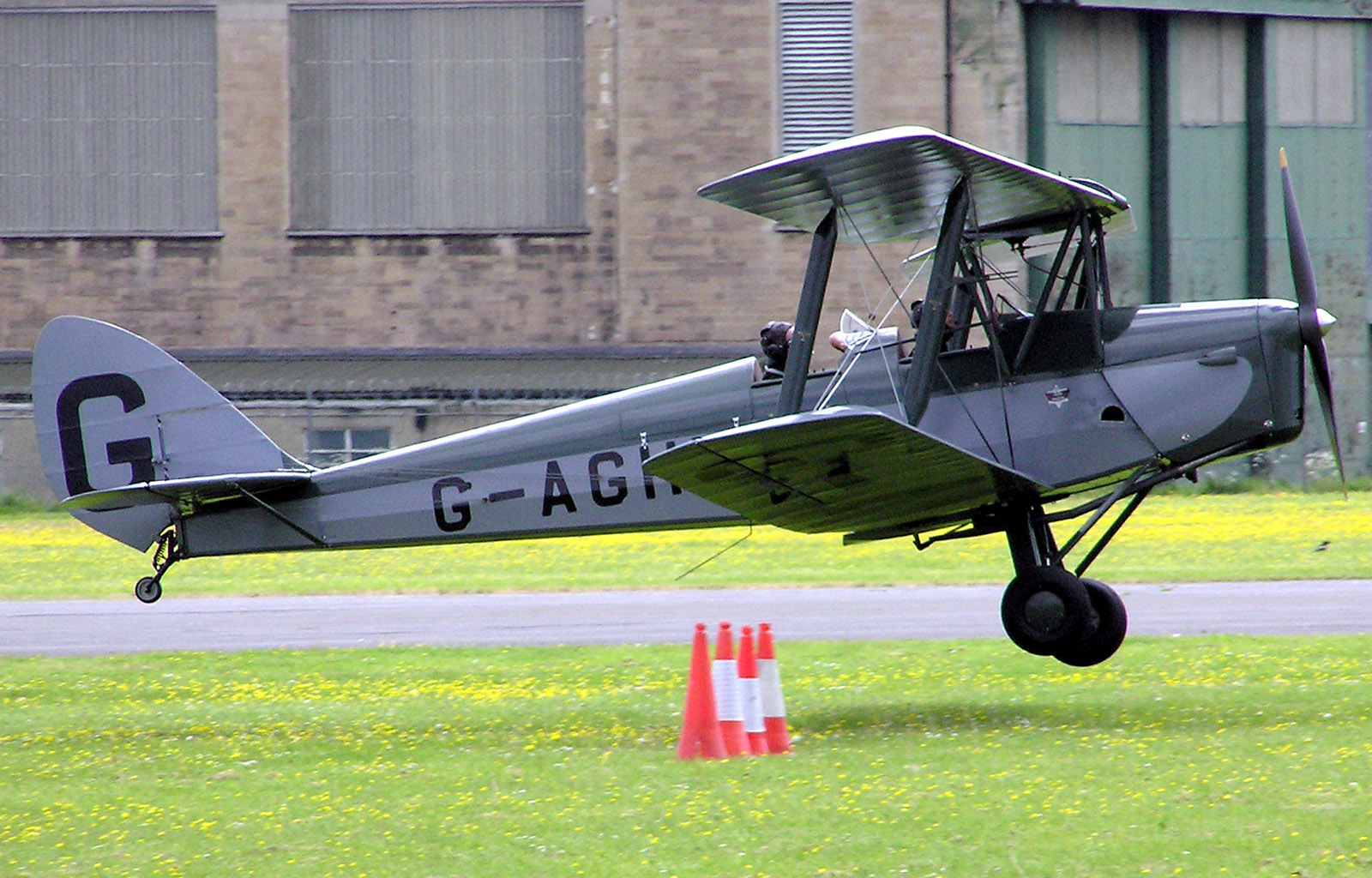
デ・ハビランド DH.82 タイガー・モス （10月26日)
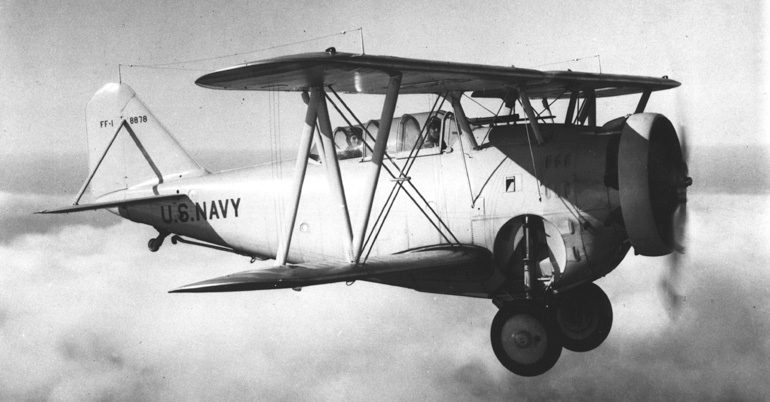
グラマン FF （12月29日）

## 航空に関する賞の受賞者
- フランス飛行クラブ大賞（Grande Médaille de l'Aéro-Club de France ）：モーリス・ノゲ(Maurice Noguès)
- ハーモン・トロフィー：イタロ・バルボ、マリーズ・バスティエ、フーゴー・エッケナー、オーギュスト・ピカール
- シーグレーブ・トロフィー：バート・ヒンクラー
- イギリス飛行クラブ金賞：バート・ヒンクラー